# ELIO
eLIO（エリオ）はかつて存在した、株式会社ソニーファイナンスインターナショナル(SFI)が開発した決済サービスである。

## 概要
2002年4月1日にサービスを開始、2011年2月28日に終了。
SFIの親会社であるソニー株式会社が開発したFeliCaを採用する非接触決済サービスであり、インターネットショッピングにおける支払に利用する事ができる。
例えば、インターネットショッピングにおいてクレジットカードで支払う場合、クレジットカードの番号や有効期限などを入力する必要があるため、これらが流出した場合は不正に利用されるおそれがある。しかし、eLIOに対応したインターネットショッピングサイト（eLIO加盟店）で買物をする場合、eLIOの機能を搭載するクレジットカードをFeliCaポートにかざすだけで支払の手続が完了し、クレジットカードの番号などを入力する必要がない。

### eLIOモバイルサービス
eLIOモバイルサービスは、FeliCa（モバイルFeliCa）を搭載した携帯電話（おサイフケータイ）を用いてeLIOを利用するサービスである。本体サービスと同時に終了している。

## eLIO対応カードの発行会社
次の会社が発行するクレジットカードがeLIOに対応していた。
- ソニーファイナンスインターナショナル - 2009年8月までの発行分。
- セディナ - 旧OMC発行の「Quadra Pass」のみ。
- オリエントコーポレーション - 一体型カードは存在せず、モバイルサービスのみ[5]。

## 脚註
1. ↑  『Easy & Secure インターネット上での安全・簡単な新しいクレジットサービス "eLIO（エリオ）"を開始』（PDF）（プレスリリース）株式会社ソニーファイナンスインターナショナル、2001年11月28日。2010年12月11日閲覧。
2. ↑  『ブロードバンド時代に向けたクレジットカード My Sony Card（マイ・ソニー・カード）を4月1日より会員募集開始』（PDF）（プレスリリース）株式会社ソニーファイナンスインターナショナル、2002年3月18日。2010年12月11日閲覧。
3. ↑  “eLIOサービス終了のお知らせ”.   株式会社ソニーファイナンスインターナショナル (2010年12月1日). 2010年12月11日閲覧。
4. ↑  “eLIOモバイルサービス終了のお知らせ”.   株式会社ソニーファイナンスインターナショナル (2010年4月12日). 2010年12月11日閲覧。
5. ↑  “オリコカードeLIO（エリオ） サービス終了のお知らせ”.   株式会社オリエントコーポレーション (2010年4月12日). 2010年12月11日閲覧。